# إيثاكا
إثاكا (Ιθάκη) هي جزيرة في كيفالونيا في اليونان.وهي الموطن الأسطوري لأوليس. يبلغ عدد سكانها حوالي 3000 نسمة.

في تاريخ 27/05/2013 ، أعلن عمدة جزيرة إيثاكا اليونانية يانيس كاسيانوس ان أمير قطر الشيخ حمد بن خليفة آل ثاني اشترى جزيرة أوكسيا المجاورة في البحر الأيوني، أحد تفرعات البحر الأبيض المتوسط.
واكد يانوس كاسيانوس ان الأمير دفع 4,9 ملايين يورو ثمناً مقابل شراء الجزيرة التي تبلغ مساحتها 4,2 كيلومتراً مربعاً، كما دفع 3,5 ملايين يورو للحصول على 5 جزر صغيرة تبلغ مساحتها مجتمعة 1,6 كيلومتراً مربعاً.
واضاف ان أمير قطر تعهد بإمداد أنابيب مياه من اليابسة إلى الجزيرة بهدف مساعدة المنطقة.
ويزمع يانوس كاسيانوس تكريم الشيخ حمد بن خليفة آل ثاني بمنحه مواطنة الشرف في إيثاكا، التي ورد ذكرها في ملحمة هوميروس على انها وطن القيصر أوديسيوس الذي كان ملكاً عليها.
يذكر ان كل هذه الجزر تابعة للأراضي اليونانية ويبلغ عدد سكانها 3 آلاف شخص، سُمح بالاستثمار فيها كملكية خاصة بناءً على عقد تأجير طويل الأمد.

## معالم سياحية

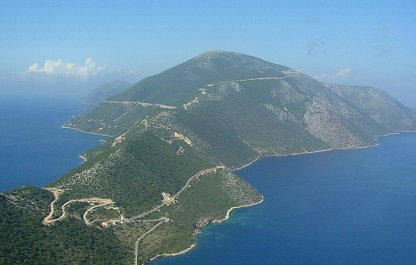
الجزء الشمالي من الجزيرة.

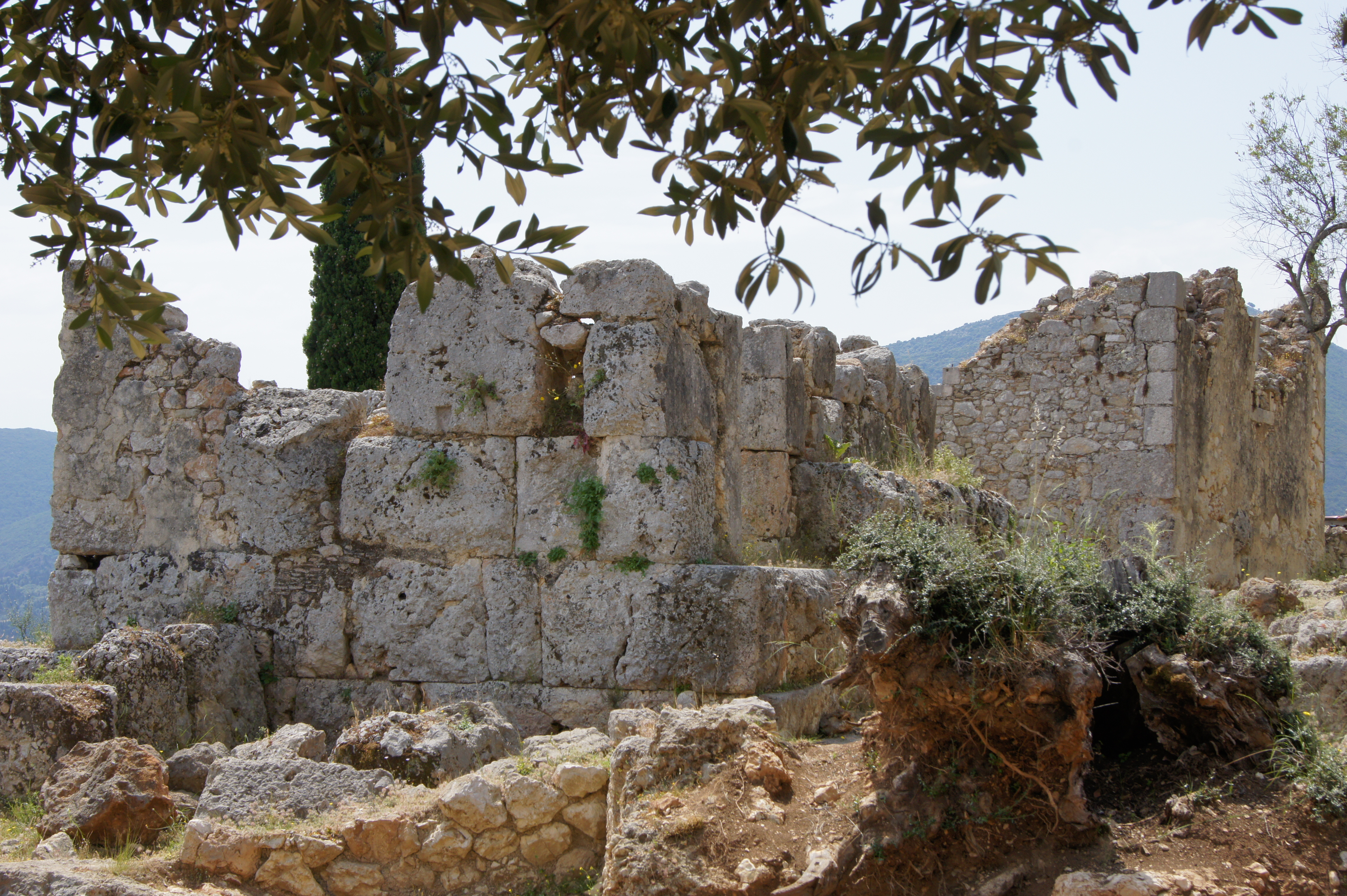
آثار من العصر البرونزي

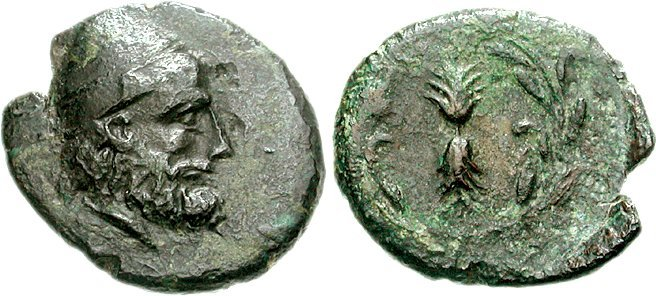
عملة معدنية من القرن الثالث قبل الميلاد وجدت في إثاكا

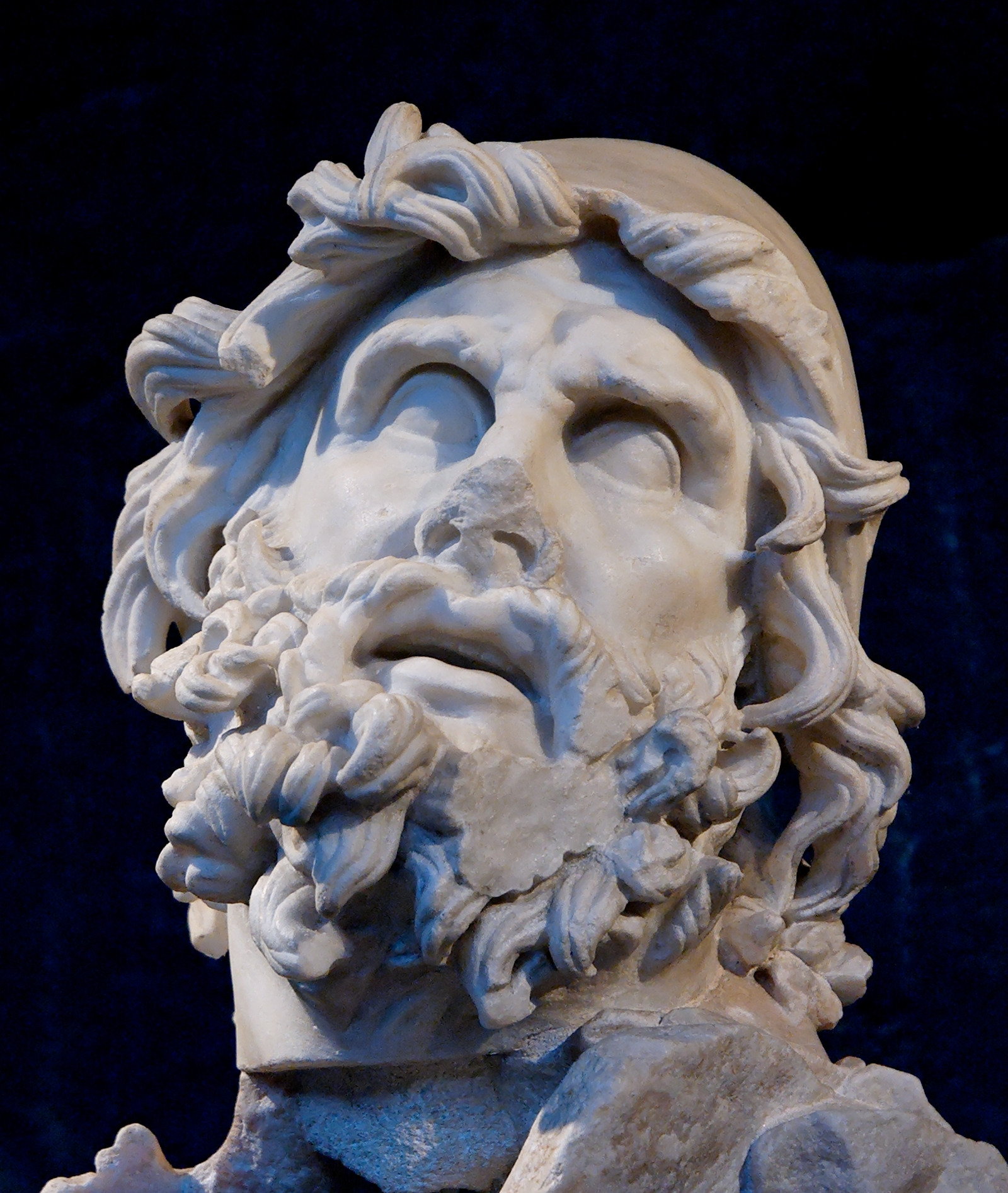
رأس أوليس ، تمثال وجد في فيلا تيبري في سبيرلونجا.

## أعلام
- دان جاورجيادس
- ايوانيس متاكساس
- بويس مكدانيل
- بارت سيرز
- ديبورا تول

## اقرأ أيضا
- ميتيورا
- أمورغوس
- دير روسانو